# Rousettus spinalatus
Rousettus spinalatus es una especie de murciélago de la familia de los megaquirópteros. Su hábitat natural son los bosques, donde anida en cuevas y se alimenta de néctar y fruta. Está amenazado por la deforestación y la actividad espeleológica.